# Global Ecology and Biogeography
Global Ecology and Biogeography (Global Ecol Biogeogr) ist eine internationale Fachzeitschrift für Makroökologie mit einem Peer-Review-Verfahren.
Die Zeitschrift publizierte Studien, die auf großer Skala Untersuchungen machen, das heißt auf großem Raum, über lange Zeit und/oder über mehrere Taxa. Der Impact Factor beträgt 7,1 und sie belegt Platz 19 von 706 Fachzeitschriften.
Ihre komplementären Schwesterzeitschriften sind Journal of Biogeography und Diversity and Distributions.